# 台山市

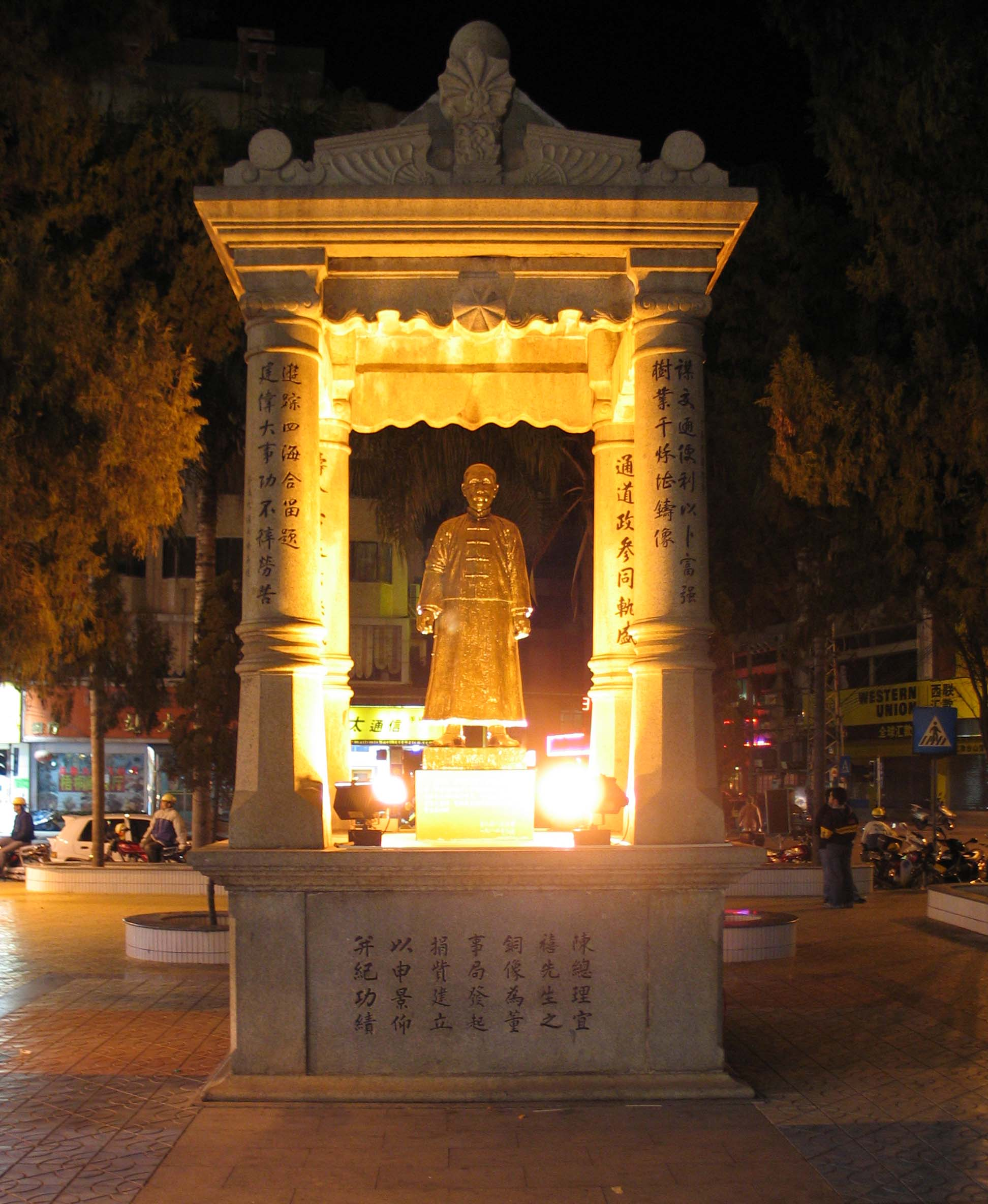
陳宜禧像

台山市（たいさんし）は中華人民共和国広東省江門市に位置する県級市。広東語の方言台山語ではHoisan（ホイサン）と称される。

## 歴史
弘治12年（1499年）、明により新寧県が設置された。1914年に台山県と改称され、1992年に県級市に昇格し現在に至る。

## 行政区画
下部に1街道、16鎮を管轄する
- 街道
  - 台城街道
- 鎮
  - 大江鎮、水歩鎮、四九鎮、白沙鎮、三合鎮、沖蔞鎮、斗山鎮、都斛鎮、赤渓鎮、端芬鎮、広海鎮、海宴鎮、汶村鎮、深井鎮、北陡鎮、川島鎮

## 地理
台山市の南部は南海に接し、海岸線の総延長は587kmに及ぶ。市内には川山群島の上川島、下川島をはじめ95の島が位置している。

## 経済
中国最大のウナギ養殖・加工・輸出拠点でありウナギ輸出量の8割を占める。主な輸出先は日本である。

## 交通

### 鉄道

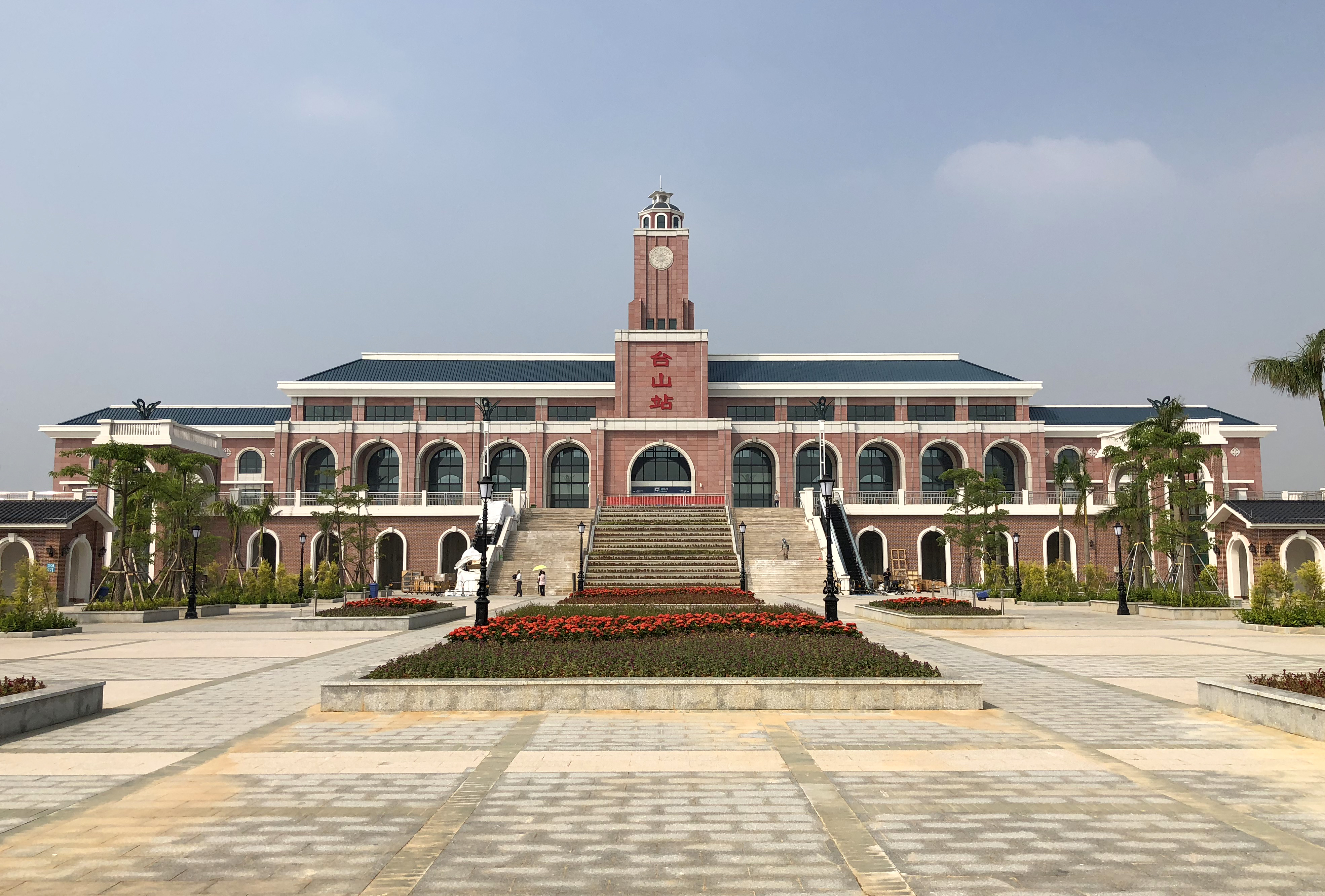
台山駅駅舎

- 中国鉄路総公司
  - 深湛線
    - 台山駅

### 道路
- 高速道路
  - 西部沿海高速道路
  - 新台高速道路

## 観光
- 上川島

## 出身有名人
- 曹達華（俳優）
- ジェームズ・ウォン・ハウ（撮影監督）
- 黄永阜（元軍人、台湾彩虹眷村の壁画アート制作者）